# Kristallkula

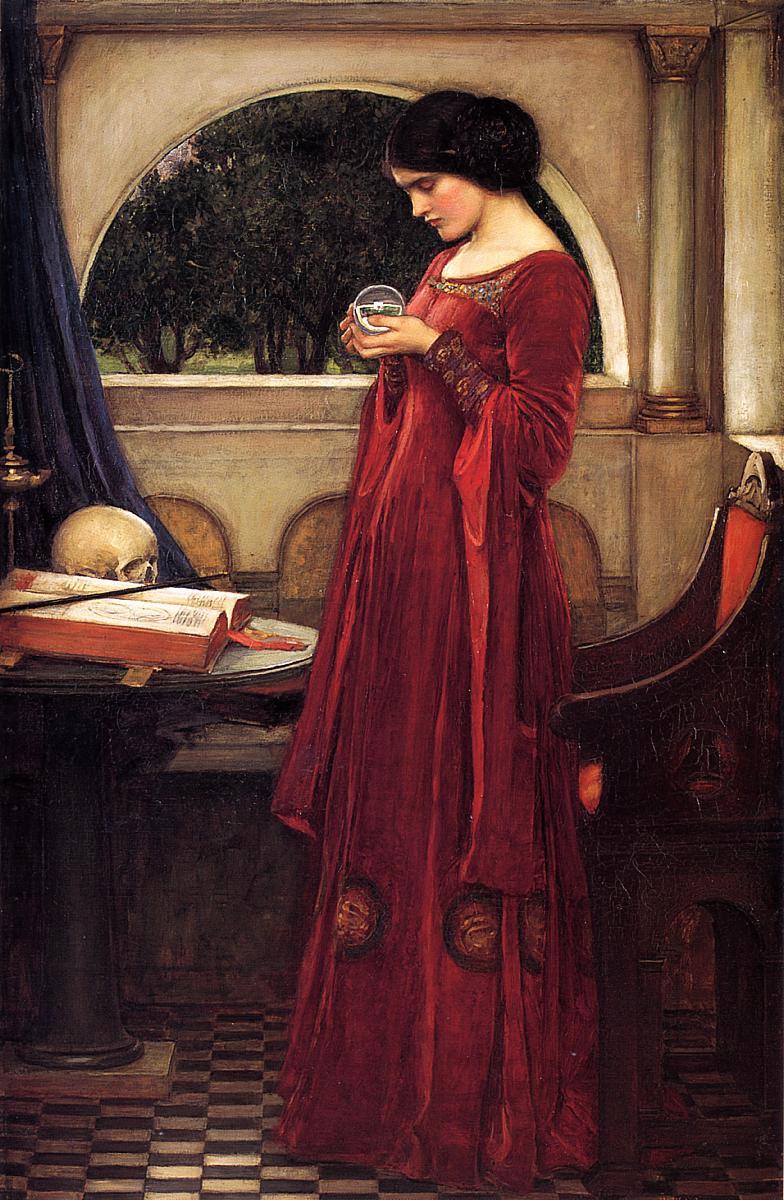
"The Crystal Ball" av John William Waterhouse

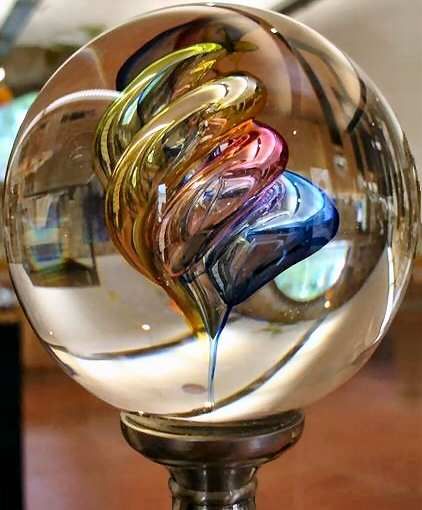
Kristallkula, denna är dock troligtvis endast ett prydnadsföremål

Kristallkula är ett glasredskap som påstås ge användaren möjligheten att skåda in i framtiden och förutspå vad som kommer att hända. Mindre kristallkulor kan även användas till att spela kula med.